# Боришківці (Кам'янець-Подільський район)
Бори́шківці — село в Україні, у Слобідсько-Кульчієвецькій сільській територіальній громаді Кам'янець-Подільського району Хмельницької області.

## Назва
За переказами місцевих жителів, Боришківці здобули свою назву від першого поселенця чи засновника села — якогось Бориса, якого називали Боришком.

## Географія
Подільське село Боришківці розташоване в південно-західній частині України за 7,5 кілометрів автодорогами від Кам'янця-Подільського. В північно-східному напрямку село межує з лісовим масивом, на північно-західній стороні околиці села розташована «Товтра Висока», з якої відкривається чудовий краєвид на довколишню місцевість.

### Клімат
Боришківці знаходяться в межах вологого континентального клімату із теплим літом.

## Історія
На околиці Боришківців проходить Траянів вал Подністров'я.
Перша згадка в письмових документах — 1405 рік. Цього року Іоанн Руталт (Рутальт) і Лаврентій Шульк (Шулька) отримали від польського короля Владислава II Ягайла три подільські села. Це Боришківці, Княже та Кульчіївці. Взамін нові власники цих сіл зобов'язувалися служити Кам'янецькому замкові.
Церква Різдва Богородиці заснована в 1722 році — дерев'яна триверха споруда. Звів її Іван Канюка з колод зрубаного лісу. Під час ремонту 1752 року перероблена на одно-верху. Як пише Юхим Сіцінський, нова дерев’яна церква з дзвіницею, російського стилю, присвячена на честь ікони Богоматері, гроші на зросійщення церкви у Боришківцях не пошкодував московський купець Владімір Коншин. У 1888 році московський купець звернувся до місцевого архієпископа Доната з проханням знайти парафію, котра потребує нової церкви, той вказав на Боришківці. Освячено нову церкву 1 жовтня 1890 року.
Внаслідок поразки визвольних змагань на початку XX століття, село надовго окуповане російсько-більшовицькими загарбниками.
Радянська окупація принесла колективізацію та розкуркулення, мешканці села зазнали репресій. Багатьох частинах Поділля відбувались масові селянські повстання, проти радянської влади.
В 1932–1933 селяни села пережили Голодомор.
З 1991 року в складі незалежної України.
6 листопада 2005 року урочисто відзначено 600-річчя села.
З 14 серпня 2017 року шляхом об'єднання сільських рад, село увійшло до складу Слобідсько-Кульчієвецької сільської громади.
У травні 2023 року віряни релігійної громади церкви Ікони Божої Всіх Скорботних Радість у селі Боришківці на зборах одностайно підтримали перехід до Православної Церкви України. Вперше, в місцевій церкві пролунала молитва українською мовою. Для успішного розвитку держави і суспільства має бути своя незалежна церква, єдина мова, віра та міцна армія.
Колишній орган місцевого самоврядування — Слобідсько-Кульчієвецька сільська рада.

## Населення
За даними на 1998 рік: дворів — 231, мешканців — 538.
За переписом населення України 2001 року в селі мешкало 505 осіб.
Згідно перепису 2015 року селі проживало 523 особи, населення села збільшилось на 3,56 % порівняно зі 2001 роком та скоротилось 2,79 % з 1998.

### Мова
У селі поширені західноподільська говірка та південноподільська говірка, що відносяться до подільського говору, який належить до південно-західного наріччя.
Розподіл населення за рідною мовою за даними перепису 2001 року:
| Мова       | Відсоток |
| ---------- | -------- |
| українська | 99,21 %  |
| російська  | 0,79 %   |

## Економіка
- ТОВ «Деметра-2010» — фермерське господарство.

## Школа
1884 року в Боришківцях відкрито однокласне народне училище Міністерства народної освіти.
1 вересня 1976 року відкрито нову школу (добудовану до старої). Діти із двозмінного навчання перейшли на однозмінне. Сьогодні в селі загальноосвітня школа I—II ступенів.
У 1975—1980 роках у школі вчителем математики працював подільський краєзнавець Олег Будзей.

## Релігія
- Церква Ікони Божої Всіх Скорботних Радість (ПЦУ)

## Відомі люди
У селі народилися:
- Григорій Олександрович Костюк (1902—2002) — літературознавець.
- Володимир Максимович Перепелюк (1910—2000) — сценічний кобзар, бандурист..

Восени 2006 року головну вулицю села названо іменем Григорія Костюка.

## Природоохоронні території
Село лежить у межах національного природного парку «Подільські Товтри». Поблизу села на північно-західній околиці знаходиться «Товтра Висока».